# Polypedilum saetosum
Polypedilum saetosum är en tvåvingeart som beskrevs av Lehmann 1981. Polypedilum saetosum ingår i släktet Polypedilum och familjen fjädermyggor.
Artens utbredningsområde är Kongo. Inga underarter finns listade i Catalogue of Life.